# آفریغ
آفریغ (درگذشته در سده چهارم میلادی) نام بنیان‌گذار دودمان آفریغیان در خوارزم بود. دانسته‌های بسیار اندکی دربارهٔ وی و زندگیش وجود دارد.